# Galvestonský hurikán
Galvestonský hurikán byl hurikán, který v síle 4. stupně Saffirovy–Simpsonovy stupnice zasáhl 8. září 1900 texaské pobřeží v oblasti města Galveston. Zabil asi osm tisíc lidí, což ho dodnes (12. září 2008) činí nejsmrtonosnějším hurikánem a vůbec přírodní katastrofou v historii USA. V širším měřítku je obvykle považován za třetí nejsmrtonosnější hurikán v historii, po Velkém hurikánu z roku 1780 (nad 20 tisíc mrtvých) a hurikánu Mitch z roku 1998 (asi 18 tisíc mrtvých), ovšem jelikož přesné odhady neexistují ani u něj (rozptyl uvěřitelných údajů je 6–12 tisíc mrtvých), ani u řady ostatních hurikánů, může být v některých tabulkách až čtvrtý (po hurikánu Fifi z roku 1974).